# クラトソップ・コミュニティ・カレッジ
クラトソップ・コミュニティ・カレッジ（Clatsop Community College）は、アメリカ合衆国オレゴン州アストリアにあるコミュニティ・カレッジ。1958年に開学し、以来、オレゴン州北西部及びワシントン州南西部の地域に提供している。